# Rejon wietecki
Rejon wietecki (biał. Ве́ткаўскі раён, Wietkauski rajon, ros. Ве́тковский райо́н, Wietkowskij rajon) – rejon w południowo-wschodniej Białorusi, w obwodzie homelskim. Leży na terenie dawnego powiatu homelskiego.

## Geografia
Rejon wietecki ma powierzchnię 1558,62 km². Lasy zajmują powierzchnię 759,25 km², bagna 125,50 km², obiekty wodne 24,09 km².